# Niemiecki Bank Listów Zastawnych w Poznaniu

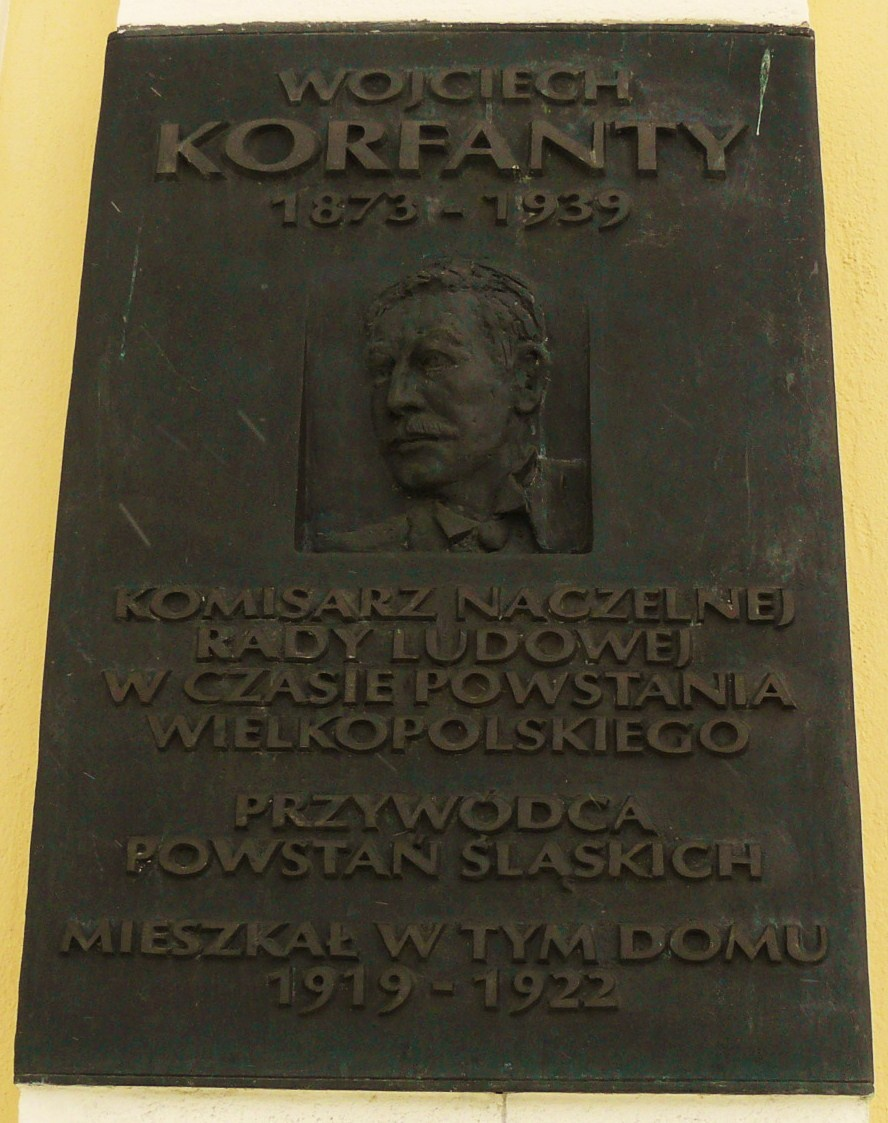
Tablica pamiątkowa W.Korfantego

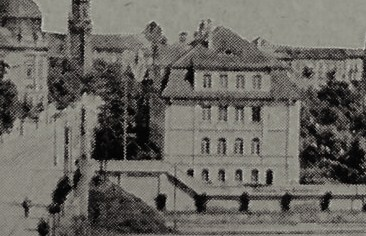
Wygląd pierwotny

Niemiecki Bank Listów Zastawnych (później ZETO) – zabytkowy budynek w Poznaniu (ul. Fredry 8a), zlokalizowany bezpośrednio przy Moście Teatralnym, nad torowiskami kolejowymi w kierunku północnym (stanowiącymi m.in. część magistrali E 20). Jest elementem zabudowań Dzielnicy Cesarskiej.

## Historia i architektura
Budynek ma duże znaczenie dla historycznej panoramy miasta od strony zachodniej – jest jednym z najbardziej rozpoznawalnych jej składników, oprócz gmachów monumentalnych. Obiekt wzniesiono w latach 1912–1914, a projektantami byli poznańscy architekci Otto Meister i August Raeder. Zamawiającym był Niemiecki Bank Listów Zastawnych (Deutsche Pfandbriefanstalt). W środku znalazła się okazała sala operacyjna. Architekturę dostosowano do okolicznych willi, o podobnym duchu.
Budynek ma charakter willi miejskiej o formach klasycznych, z wejściami na flankach i charakterystyczną dużą mansardą na froncie. Z tyłu dobudowano w latach 80. XX wieku nową, spójną stylowo, część.

## Użytkownicy późniejsi
W latach 1919–1922 w budynku mieszkał Wojciech Korfanty – komisarz Naczelnej Rady Ludowej w czasie Powstania wielkopolskiego. Upamiętnia to stosowna tablica. Po II wojnie światowej, mieściła się tutaj siedziba oddziału ZETO i stan ten trwa do dziś.

## Dojazd
Budynek stoi w pobliżu najruchliwszego skrzyżowania poznańskiej sieci tramwajowej – Most Teatralny. Zatrzymują się tu tramwaje linii: 2, 3, 4, 8, 9, 10, 11, 15, 16, 17, 18 i 20.